# Jacques Pimpaneau
Jacques Pimpaneau (12 de septiembre de 1934 - 2 de noviembre de 2021) fue un sinólogo y traductor francés.

## Biografía
Becario, estudia en la universidad de Pekín de 1958 a 1960. De vuelta en occidente, se convierte en profesor en el Institut National des Langues et Civilisations Orientales, donde es titular de la cátedra de literatura china desde 1963 hasta 1999. Entre 1968 y 1971, es profesor en la Universidad China de Hong Kong donde coincide con el sinólogo belga Pierre Ryckmans (también conocido bajo el seudónimo de Simon Leys). Jacques Pimpaneau estuvo en el centro de reuniones entre ciertos sinólogos y teóricos radicales situacionistas como su antiguo alumno René Viénet. Jacques Pimpaneau participa en 1976 en el documentario Chinois, encore un effort pour être révolutionnaires ! ("Chinos, un esfuerzo más y seréis revolucionarios") cuyo director es René Viénet y en el que se ataca al régimen maoísta.
En 1972, Pimpaneau crea en París el museo Kwok On (Arts et traditions populaires d’Asie), cuyas colecciones han sido donadas al museo de Oriente de Lisboa.
Fue secretario de Jean Dubuffet y próximo a Georges Bataille en la última parte de su vida.

### Obras
- Promenade au jardin des poiriers. L'Opéra chinois classique, Éditions Kwok On, 1983
  - reedición aumentada : Chine : l'Opéra chinois classique. Promenade au jardin des poiriers, Les Belles Lettres, 2014.
- Chine : Histoire de la littérature, Philippe Picquier, 1989, rééd. 2004  ISBN 2-87730-702-6
- Mémoires de la cour céleste, Éditions Kwok On, 1995
  - reedición aumentada : Chine : Mythes et dieux, Philippe Picquier, 1999, ISBN 2-87730-450-7
- Dans un jardin de Chine, Collection Picquier poche, Philippe Picquier, 1999, ISBN 2-87730-683-6
- Lettre à une jeune fille qui voudrait partir en Chine, Collection Picquier poche, Philippe Picquier, 2003, ISBN 2-87730-711-5
- Chine : Culture et traditions, Nouvelle édition revue et corrigée, Philippe Picquier, 2004 ISBN 2-87730-701-8
- Célébration de l'ivresse, Collection Écrits dans la paume de la main, Philippe Picquier, 2000 ISBN 2-87730-501-5
- À deux jeunes filles qui voudraient comprendre la religion des chinois, Philippe Picquier, 2010
- Chroniques sanglantes de Chinoises amoureuses, Éditions Espaces et signes, 2014 ISBN  978-2-9535965-7-1

### Artículos
- « Différences ou ressemblances », Extrême-Orient, Extrême-Occident, 1986, vol. 8, nº 8, p.| 111-122.

### Traducciones
- Des royaumes en proie à la perdition (Histoire des Zhou orientaux 東周列國志)
- Biographie des regrets éternels, Philippe Picquier, 1989, ISBN 2-87730-011-0
- Morceaux choisis de la prose classique chinoise, (2 tomes) Librairie You Feng, 1998, ISBN 2-84279-027-8 (tome 1), ISBN 2-84279-039-1 (tome 2)
- Anthologie de la littérature chinoise classique, Philippe Picquier, 2004  ISBN 2-87730-666-6